# Secondo raid di Ostenda
Il secondo raid di Ostenda è stata un'azione compiuta dalla Royal Navy britannica durante la prima guerra mondiale con l'obiettivo di bloccare l'accesso al porto omonimo, dopo che un'azione precedente contemporanea al Raid di Zeebrugge era fallita. Ancora una volta si prevedeva di bloccare il porto affondando nel canale di accesso alcune navi cariche di cemento.

## Premesse
Il porto di Ostenda era collegato a quello di Zeebrugge tramite una rete di canali, e quindi per essere efficace l'azione doveva essere compiuta su entrambi. In realtà il risultato fu ancora meno efficace di quello del raid su Zeebrugge, in quanto il canale non fu ostruito neanche parzialmente. Il porto era difeso dalla batteria Tirpitz, dotata di cannoni da 280mm e si prevedeva di contrastarli con i cannoni di quattro monitori inglesi assegnati in supporto.

## L'attacco
Le navi destinate ad essere affondate erano due incrociatori protetti obsoleti: la Vindictive, già protagonista del raid di Zeebrugge, e il Sappho. Il secondo però a causa di un'esplosione a una caldaia dovette tornare indietro, lasciando al solo Vindictive il compito. Questa volta, memori del precedente inganno tedesco che con lo spostamento di una boa aveva fatto fallire la missione, gli Alleati si munirono di accurate carte degli approcci al porto. La nave venne effettivamente affondata, ed inizialmente bloccò il canale, anche se alcuni sottomarini costieri potevano uscire con l'alta marea; successivamente il genio militare tedesco dragò un canale lateralmente al relitto ovviando parzialmente al danno, ma l'impatto sul morare alleato fu grandemente positivo.